# فون زیپل (دهانه)
فون زیپل یک دهانه برخوردی در ماه‌ است.